# (38374) 1999 RY172
1999 RY172 (asteroide 38374) é um asteroide da cintura principal. Possui uma excentricidade de 0.00946940 e uma inclinação de 22.42392º.
Este asteroide foi descoberto no dia 9 de setembro de 1999 por LINEAR em Socorro.